# Liga Ecuatoriana de Waterpolo
La Liga de Ecuador de waterpolo masculino es la competición más importante de waterpolo masculino entre clubes ecuatorianos.

## Historial
Estos son los ganadores de liga:
(...)
- 1969: Club Deportivo Caupolicán[1]
- 2021: Mas Waterpolo Azul[2]
- 2022: Mas Waterpolo Blanco[3]